# 以色列砲兵軍

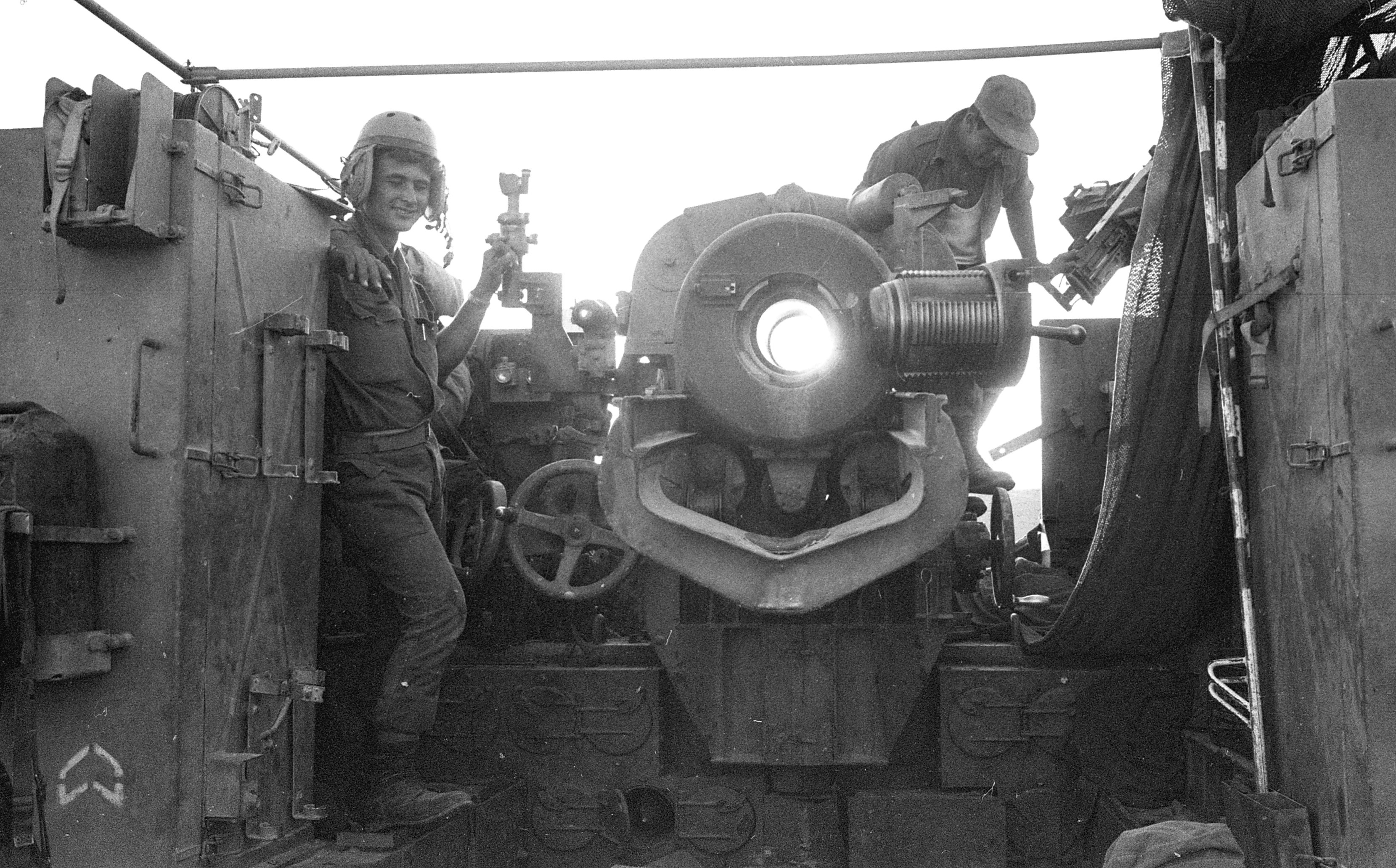
1969年位於蘇伊士運河的砲兵部隊

以色列砲兵軍（希伯來語：‎）是以色列國防軍的軍，負責操作中遠端火砲。
該軍擔負著兩項主要任務：
1. 為以軍機動部隊提供火力支援。
2. 癱瘓並摧毀以軍行動區的敵方目標。

## 現役部隊
- 第214炮兵旅
- 第215炮兵旅
- 第282炮兵旅

## 預備部隊
- 第209炮兵旅
- 第213炮兵旅
- 第454炮兵旅
- 第7338炮兵旅